# Godfrey Rampling
Godfrey Lionel Rampling (14. května 1909 Londýn – 20. června 2009 Bushey) byl britský atlet. Vyhrál britské mistrovství na 440 yardů v letech 1931 a 1934, na Hrách Britského impéria v roce 1934 získal zlatou medaili v běhu jednotlivců na 440 yardů i ve štafetě 4×400 y. Na Letních olympijských hrách 1932 skončil s britskou štafetou 4×400 m na druhém místě v evropském rekordu, na Letních olympijských hrách 1936 byl členem vítězné štafety (běžel druhý úsek, kromě něj tým tvořili Freddie Wolff, Bill Roberts a Godfrey Brown). V individuálních závodech na OH 1932 a 1936 skončil v semifinále.
Absolvoval vojenskou akademii ve Woolwichi a v letech 1929–1958 sloužil v britské armádě u dělostřelectva, dosáhl hodnosti podplukovníka. Po odchodu do výslužby byl tajemníkem golfového klubu ve Stanmore. Jeho dcera Charlotte Rampling se prosadila jako filmová herečka, získala Řád britského impéria. Zemřel ve spánku krátce poté, co oslavil sté narozeniny.